# Жирарделли, Марк
Марк Жирарде́лли (фр. Marc Girardelli, род. 18 июля 1963 года в Лустенау, Австрия) — люксембургский горнолыжник австрийского происхождения, двукратный серебряный призёр Олимпийских игр, 4-кратный чемпион мира и 5-кратный обладатель Кубка мира в общем зачёте.

## Спортивная карьера
Предки Жирарделли из Италии. Встал на лыжи в 5 лет, а с семи уже начал участвовать в соревнованиях. До 1976 года выступал за Австрию, но вследствие разногласий с австрийской федерацией по поводу подготовки, принял гражданство Люксембурга и стал выступать за герцогство. При этом в то время как Жирарделли под флагом Люксембурга 5 раз выиграл Кубок мира, австрийские горнолыжники почти 30 лет (с 1970 по 1998 годы) не могли его завоевать, пока это не сделал Херман Майер.

### Кубок мира
Дебютировал в Кубке мира в 1980 году в 16 лет, а первая победа на этапе пришла к 19-летнему Жирарделли в январе 1983 года в Швеции. Вскоре после этого он получил свою первую серьёзную травму — порвал связки на левом колене, однако уже через год выиграл свой первый малый Хрустальный кубок в зачёте слалома.
Если первые семь побед Марк одержал в слаломе, то затем стал блестяще выступать во всех дисциплинах: Жирарделли — один из пяти горнолыжников, кто выигрывал этапы Кубка мира во всех пяти дисциплинах, причём в сезоне 1988/89 Марк установил уникальное достижение — он одержал победы на этапах во всех дисциплинах за один сезон. Всего на счету Жирарделли 46 побед на кубковых этапах (3 — скоростной спуск, 9 — супергигант, 7 — гигантский слалом, 16 — слалом, 11 — комбинация). По количеству побед на этапах Жирарделли занимает пятое место после Ингемара Стенмарка (86), Марселя Хиршера (67), Хермана Майера (54) и Альберто Томбы (50).
По числу побед в общем зачёте Кубка мира Марка лишь в 2017 году обошёл австриец Марсель Хиршер, который смог восемь раз подряд взять Кубок мира в общем зачёте (2012—2019). Долгие годы до этого Жирарделли с пятью победами в общем зачёте оставался рекордсменом в этом разряде среди мужчин: (1985, 1986, 1989, 1991 и 1993). На протяжении 1980-х годов в горнолыжном Кубке мира шла непримиримая борьба двух ровесников — Марка Жирарделли и швейцарца Пирмина Цурбриггена. С 1984 по 1991 год на протяжении 8 сезонов Хрустальный глобус выигрывали только эти двое — каждый по 4 раза. В 1990 году Цурбригген в 27 лет ушёл из большого спорта, выиграв 4 кубка мира, а Жирарделли остался и смог выиграть ещё дважды, став абсолютным рекордсменом по этому показателю. Всего же Марк 13 раз заканчивал сезон в первой шестёрке общего зачёта Кубка мира и 9 раз в тройке призёров.

### Зимние Олимпийские игры
Несмотря на блестящую многолетнюю карьеру, 5 выигранных кубков мира, 11 медалей с чемпионатов планеты (по этому числу он уступает лишь Четилю Андре Омодту, у которого 12 наград), Марку не везло на Олимпиадах. Олимпиаду 1984 года в Сараево Марк пропустил, так как к тому времени ещё не получил гражданство Люксембурга. В 1988 году в Калгари Марк остался без наград, и лишь в 1992 году в Альбервиле он сумел завоевать 2 серебра — в супергиганте и гигантском слаломе. Оба раза золото у Марка отнимали другие прославленные горнолыжники: в супергиганте победил Четиль Андре Омодт, а в гигантском слаломе — Альберто Томба. Медали Марка остаются единственными для Люксембурга на зимних Олимпиадах. Кроме того, Жирарделли — единственный представитель Люксембурга, выигравший более одной олимпийской награды.
Шесть раз Марк признавался лучшим спортсменом Люксембурга — 1988, 1989, 1991, 1993, 1994, 1996.
Завершил карьеру в декабре 1996 года в возрасте 33 лет.

## Результаты на крупнейших соревнованиях

### Зимние Олимпийские игры
| Олимпийские игры | Скоростной спуск | Супергигант | Гигантский слалом | Слалом | Комбинация |
| ---------------- | ---------------- | ----------- | ----------------- | ------ | ---------- |
| 1988 Калгари     | 9                | DNF         | 20                | —      | —          |
| 1992 Альбервиль  | DNF              | 2           | 2                 | DSQ1   | —          |
| 1994 Лиллехаммер | 5                | 4           | DNF1              | DSQ1   | 9          |

### Чемпионаты мира
| Чемпионат мира     | Скоростной спуск | Супергигант | Гигантский слалом | Слалом | Комбинация |
| ------------------ | ---------------- | ----------- | ----------------- | ------ | ---------- |
| 1985 Бормио        | —                | н/д         | 3                 | 2      | —          |
| 1987 Кран-Монтана  | 7                | 2           | 2                 | 4      | 1          |
| 1989 Вейл          | —                | 14          | 4                 | 3      | 1          |
| 1991 Зальбах       | 9                | —           | 5                 | 1      | DNF        |
| 1993 Мориока       | —                | н/д         | 7                 | 2      | 3          |
| 1996 Сьерра Невада | 18               | 18          | DNF1              | DNS1   | 1          |

### Завоёванные Кубки мира
- Общий зачёт — 5 раз: 1985, 1986, 1989, 1991, 1993
- Скоростной спуск — 2 раза: 1989, 1994
- Гигантский слалом — 1 раз: 1985
- Слалом — 3 раза: 1984, 1985, 1991
- Комбинация — 4 раза: 1989, 1991, 1993, 1995